# Szigetvár (distrikt)
Szigetvár är ett distrikt i Ungern. Det ligger i provinsen Baranya, i den sydvästra delen av landet, 180 km sydväst om huvudstaden Budapest.